# Le Grand Batre
Le Grand Batre est un feuilleton français en 9 épisodes de 90 
minutes, réalisée par Laurent Carcélès d'après le roman de Frédérique Hébrard et diffusée à partir du 14 septembre 1997 sur France 2 puis sur RTL9.

## Synopsis
1913. Une fête est donnée au Château d'Azérac pour les 90 ans du patriarche, Eugène Cabreyrolle d'Azérac et les dix ans de son petit-fils, Guilhem. À cette fête sont invités les Bourriech, en affaires avec Auguste Cabreyrolle d'Azérac, qui ont conclu avec lui un mariage arrangé qui unira le fils Bourriech à la fille d'Azérac. La fuite de celle-ci quelque temps plus tard avec un jeune torero et le suicide du fils Bourriech ont raison d'Auguste d'Azérac et de sa fortune. Alors que la malédiction planant sur les Cabreyrolle d'Azérac semble s'être réveillée, la Première Guerre mondiale éclate.

## Distribution
- Marie-Christine Barrault : Thérèse Cabreyrolle d'Azérac
- Jordi Dauder: Auguste d'Azérac
- Jean-Claude Drouot : Guilhem Cabreyrolle d'Azérac
- Louis Velle : Docteur Rache
- Lucien Pascal : Eugène Cabreyrolle d'Arézac
- Nathalie Roussel : Zanie Bourriech
- Samuel Labarthe : Romain / Arnaut Cabreyrolle d'Azérac
- Jean-Yves Berteloot : Guilhem jeune
- Jean-Yves Gautier : Virgile
- Nuria Hosta : Isaure
- Benoit Vallès : Pierre Carle / Antonin
- Nicole Maurey : Léopoldine " léo"
- Luna Sentz : Cosette
- Agathe Bergman : Amélie
- Nathalie Moncorger : Isabé
- Claire Borotra : Marie
- Julie Arnold : Elodie Bourquin
- Irene Montalà : Faustine Cabreyrolle d'Azérac
- Dora Doll : Annette
- Jacques Frantz : La voix
- Karine Lazard : Aline
- Myriem Roussel : Alix Aldebert
- Olivier Garabedian : Régisseur général
- Mike Marshall : Teddy
- Mathieu Delarive : Jose-Luis Monteja
- Rosa Novell : La Duchesse de Cazouls
- Dominique Noé : Armand Bourriech
- Catherine Lecoq : Madame Bourriech
- Hervé Lavigne : Charles Bourriech
- Sabine Sendra : Miss Vertu
- André Dumas : Joseph
- Joan Crosas : Antoni de Gavalda
- Francese Garrido : Robert de Gavalda
- Vicky Pena : Xenia la Gitane
- Wu Hai : Ikosai Kasaba
- Olivier Picq : Maître Creveloup
- Morgan Chenut : Guilhem enfant
- Romain Beccari : Virgile enfant
- Dorothée Baert : Léo
- Macha Béranger
- Dora Santacreu : la marquise / faustine âgée
- Catherine Alias
- Katia Barcelo
- Monique Cappeau
- Viviane Cayol
- César Choisi
- Frédéric Gérard
- Stéphanie Fatout
- Esther Dalbis
- Sylvie Geslan
- Patrick Henry
- Daniel Kleinbort
- Michel Malon
- Henry Moati
- Aurélia Silvestre
- Philippe Vidal
- Laetitia Caillot
- Shirley Seywert

## Épisodes
1. 1913 Les civilisés
2. La Guerre et la paix
3. Les Grandes Saintes
4. L'Europe des lendemains
5. Châteaux en Espagne
6. Les Hautes Herbes
7. L'Arlésienne
8. La Branche des oiseaux
9. L'Inespérée

## Commentaires
Frédérique Hébrard signe pour la quatrième fois une grande saga littéraire adaptée en feuilleton. Après La Demoiselle d'Avignon, Le Mari de l'ambassadeur et Le Château des oliviers, ce Grand Batre a connu un succès mitigé malgré une pléiade de comédiens habitués au genre. Toutefois, lors de sa rediffusion, le succès était cette fois au rendez-vous.